# Domenico Tempio (giornalista)
Domenico Tempio (Catania, 16 ottobre 1936 – Catania, 20 ottobre 2022) è stato un giornalista, editorialista e arbitro di calcio italiano.

## Biografia
Giornalista professionista dal 1966 e laureato in scienze politiche, nel 1955 lavorò dapprima alle locali testate Corriere di Sicilia e l'Espresso sera come critico teatrale, per poi divenire caporedattore centrale de La Sicilia, infine dal 30 dicembre 2005 vicedirettore del quotidiano catanese.
Fu tra i pionieri del giornalismo televisivo in Sicilia: nel 1976 fu il primo direttore della testata giornalistica della neonata Telecolor, tre anni più tardi, nel 1979, diviene il primo direttore del notiziario di Antenna Sicilia. Dagli anni Cinquanta fu anche un arbitro di calcio assieme a Franco Zuccalà, dirigendo gare fino a varcare la serie B nel '70.
Era trisnipote del poeta siciliano omonimo, vissuto alla fine del XVIII secolo.

## Opere
- (curatore) La Sicilia dentro la Sicilia, Catania, Domenico Sanfilippo Editore, 2015. ISBN 978-88-85127-70-8

## Programmi televisivi
- Noi (poi Noi oggi), a cura insieme a Romano Bernardi, condotto da Alessandra Cacialli (Antenna Sicilia, 1980-1981)  - rotocalco in cinque giornate
- Cittànotte, condotto da Nuccio Costa, scene di Francesco Contrafatto (Antenna Sicilia, 1982) - rotocalco siciliano
- Ciao Sicilia, a cura insieme a Piero Maenza, Nuccio Schilirò, Enrico Escher (Antenna Sicilia, 1986)
- Insieme, da una sua idea, condotto da Salvo La Rosa (Teletna/Antenna Sicilia, 1994-2015) - talk show
- Noioggi, curato insieme a Tony Barlesi, condotto da Salvo La Rosa (Teletna, 1995-2000) - approfondimento
- Reporter per un giorno, curatela, programma di Dino Giarrusso (Antenna Sicilia, 2000) - rubrica
- Part Time, mode e modi a tempo pieno, coordinamento Umberto Teghini e Carla Previtera (Antenna Sicilia, 2000-2001) - rubrica